# Децій
Гай Ме́ссій Квінт Трая́н Де́цій (лат. Gaius Messius Quintus Trajanus Decius; близько 201 р. — червень 251 р.), відомий також як Децій Траян — римський імператор у 249 — 251 році. Був одним з так званих «солдатських імператорів». Останнього року свого життя володарював разом зі своїм сином, Гереннієм Етруском, та був вбитий разом із ним у битві при Абриті. Децій та його син стали першими римськими імператорами, які загинули під час бою із зовнішнім ворогом. Під час правління Деція по всій Римській імперії відбувалися масові гоніння християн.
Почесний титул імператора отримував двічі. Владу трибуна отримував 4 рази: у 249 році, в червні та жовтні 250 року й в січні 251 року). Також Децій Траян носив низку спеціальних переможних титулів: «Великий переможець Дакії», «Великий переможець Парфії», «Відновлювач Дакії», «Великий переможець германський» з 250 року.

## Раннє життя
Децій народився в Будалії, яка відносилась тоді до провінції Паннонія (сучасне село Мартинці у Сербії). Ймовірно, він походив з місцевої знатної родини з італійським корінням. Точна дата його народження невідома, але з повідомлень Полемія Сільвія і Псевдо-Аврелія Віктора, згідно з якими на момент смерті Децію було п'ятдесят років, можна зробити висновок, що він народився у 201 році. Відомо, що до 230 року Децій одружився з Гереннією Етрусциллою, яка походила з етруського роду. Після здобуття Децієм титула імператора, його дружина стала августою, отримала почесний титул «Матері лагерів» та супроводжувала його в деяких кампаніях. Разом подружжя мало двох синів:
- Геренній Етруск (близько 227—251) — імператор в 251 році. Правив разом із батьком;
- Гостіліан (помер в. листопаді 251) — став імператором одразу після смерті батька. Правив разом із Требоніаном Галлом.

На відміну від його попередніх імператорів (Філіппа І Араба або Максиміна Фракійця), Децій мав чималий адміністративний досвід перш ніж зійти на трон. До цього він був видатним сенатором, обіймав посаду консула у 232 році, а також був міським префектом Риму за правління імператора Філіпа Араба. Під час так званого року шести імператорів, Децій був вірним Максиміну Фракійцю, який, втім втратив владу. Після поразки та загибелі Максиміна він впав в немилість та був зміщений з поста намісника провінції Тарраконська Іспанія. Проте лояльність Деція до ворогів сенату вочевидь не враховувалась, тому в працях античних істориків, навіть налаштованих просенатськи, він оцінювався загалом позитивно. Це відносилося і до майбутнього імператора Валеріана, який став на сторону кандидатів сенату у 238 році, але був близьким соратником Деція.
Наприкінці 248 року Децію було доручено командування над римськими легіонами на Дунаї, що були незадоволені правлінням тодішнього імператора, Філіппа Араба. Спочатку Децій висловлював свою повагу чинному імператору Філіппу, проте одразу після очолення легіонів, був проголошений ними новим імператором. На чолі бунтівних військ Децій вирушив до Риму, розбивши перед цим Філіпа Араба в битві при Вероні. Після затвердження своєї влади сенатом, Децій прийняв ім'я Траян на честь Марка Ульпія Траяна, який вважався зразковим імператором. За візантійським істориком Зосимом, Децій був одягнений у фіолетовий колір і змушений був взяти на себе тягар влади, попри його небажання. Сенат сподівався на хороші відносини з новим імператором. Сучасники характеризували його як людину освічену, помірну та енергійну.

## Правління

### Відновлення цензури
Перший рік свого правління присвятив різним перетворенням, як всередині країни, так і поза нею. Особливу увагу імператор приділив тому, щоб згуртувати духовні сили язичницької релігії заради підтримки своєї влади, заснованої на військовій силі. Також з метою поліпшення суспільної моралі, Децієм було прикладено чимало зусиль для відродження цензури — він прагнув відродити окрему посаду і повноваження  цензора. Обрання людини на цю посаду Децій залишив сенату, який зі свого боку одностайно обрав Валеріана (майбутнього імператора). Але той, добре усвідомлюючи небезпеки та труднощі, пов'язані з цією посадою, рішуче відмовився.

### Монетарна політика

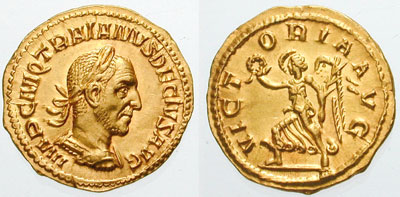
Ауреус із зображенням імператора Деція

До початку правління Деція Траяна монетна система, встановлена реформою ще за Октавіана Августа (1 ауреус = 2 золотих квінарія = 25 денаріїв = 50 квінарій = 100 сестерціїв = 200 дупондії = 400 асів = 800 семісів = 1600 квадрансів), зазнала змін. Монети деяких номіналів не карбувались тривалий час, вводилися нові номінали, кілька разів, починаючи з правління Нерона, зменшувалися вага і проба монет. За правління Деція Траяна також відбулося чимало змін. На реверсах монет зображувалися численні римські боги та їхні персоніфікації. Велике значення, яке мали в період правління Деція Траяна балканські провінції, знайшло прояв і на монетах. На реверсах цих монет почалися міститися персоніфіковані зображення двох Панноній (Верхньої та Нижньої), Дакії та Іллірії. Була випущена серія монет із зображеннями попередників Деція Траяна, які були обожнені сенатом. Імовірно, ця серія була частиною релігійної політики, спрямованої на підтримку римських традицій.
У Римській імперії, крім імперських монет для всієї держави, карбували й провінційні. Жорсткий контроль їхнього випуску з боку Риму був відсутній. Для них характерне використання традиційних для провінцій номіналів грошових одиниць, а також легенда місцевою мовою, а не латиною. З ім'ям Деція Траяна карбувалися срібні тетрадрахми, а також мідні монети з легендою грецькою мовою. Крім монет, які випускалися від імені самого Деція, карбувалися також монети від імені членів його сім'ї: дружини та двох синів.

### Переслідування християн

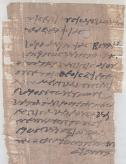
Документ 250 року, який засвідчує жертвоприношення його власником до римських богів

Децій користувався великою підтримкою сенату та у 250 році зробив спробу підняти престиж імператорської влади й зміцнити державу, оголосивши обов'язковим для всіх участь в культі «Генія імператора» (божества, яке протегує імператору). У 250 році Децій видав указ, текст якого зберігся в Єгипті. У ньому йшлося, що всі мешканці імперії у певний день були зобов'язані принести жертву магістрам своєї громади за безпеку імперії. Будь-хто, включаючи християн, які через релігійні переконання відмовлялися принести жертву за імператора і добробут імперії до зазначеної дати, ризикували бути піддані тортурам і страчені. Таким чином у 250 році був вбитий Папа римський Фабіан. Цей наказ також призвів до масових вбивств у Карфагені та Александрії.
На думку американського історика Д. Поттера, своїм наказом Децій не намагався нав'язати перевагу римського пантеону над іншими богами. Цілком імовірно, що указ був спробою узаконити свою позицію і відповісти на загальне занепокоєння, викликане минулим римським тисячоліттям. Хоча сам Децій видав наказ з метою затвердження свого консервативного бачення давньоримської культури та запевнення громадян Риму в безпеці та стабільності. Було вжито заходів, які вимагали від єпископів і священників принести жертву за імператора. Щонайменше 46 таких свідоцтв були опубліковані, з яких всі датовані 250 роком. Поклоніння культу імператора було в Римі не стільки актом релігійним, скільки різновидом присяги від населення. Відмова християн сприймалась таким чином насамперед як зрада державі.
Вже наприкінці другого року правління Деція переслідування християн послабилось. Проте згодом Церква оголосила імператора Деція лютим тираном. У цей час відбулася пандемія невідомої хвороби, яка забирала життя близько 5000 осіб у Римі щодня. Сьогодні це має назву «чума Кипріяна» на честь єпископа Карфагена, де і чума, і переслідування християн спричинили чи не найбільші втрати серед населення. Біограф Понтій Карфагенський стверджує, що укази Деція були оновлені за правління Валеріана у 253 р. та скасовані його сином, Галлієном, у 261.

### Терми Деція
Під час свого правління він розпочав декілька будівельних проєктів у Римі, зокрема так звані терми Деція. Вони були споруджені на Авентинському пагорбі чи то у 249, чи то у 252 році та збереглися аж до XVI століття. Децієм також було відремонтовано Колізей, який перед тим був пошкоджений ударами блискавки.

## Боротьба з карпами та готами й смерть

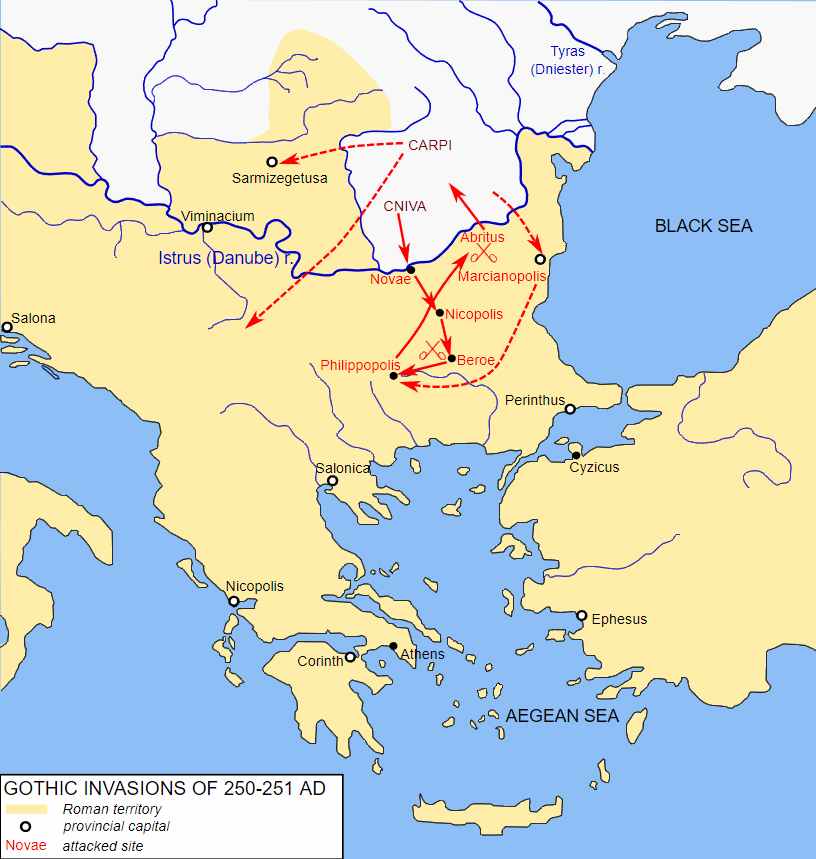
Напади готів і карпів, 250—251 рр.

Варварські вторгнення до імперії ставали все більш і більш сміливими й частими, тоді як імперія стикались із серйозною економічною кризою. Під час свого короткого правління Децій обрав участь у діях проти вторгнення готів та карпів, які перетнули Дунай до районів і Фракії. Це перший значний випадок, коли готи, які пізніше зіграли важливу роль, з'явилися в історичних записах. Готи здивували імператора, коли взяли в облогу Нікополіс на Дунаї; готи втікали через важку місцевість на Балканах, але потім подвоїли свої ряди й здивували римлян біля Берої, звільнивши свій табір і розігнавши римські війська. Тоді готи перейшли до нападу на Філіпополіс (сучасний Пловдив), який потрапив у їхні руки.Тит Юлій Приск, оголосив себе імператором під захистом готів в опозиції до Деція, але повстання Юлія було швидкоплинним, а він був убитий незабаром. Після чого нападники почали повертатися на батьківщину, навантаженні здобиччю і полоненими, серед яких були й сенатори.
Взимку 250 року, можливо, скориставшись зледенінням Дунаю та ослабленням гарнізонів (істотна частина римських військ ще знаходилося у Вероні), слов'янські племена карпів здійснили вторгнення в Мезію. Децій, отримавши повідомлення про нашестя варварів, відправив свого сина Гереннія Етруска, зведеного в ранг цезаря, в Мезію на чолі армії, а потім і сам почав збирати війська. Від'їзд імператора був відзначений карбуванням монет з легендами (написами) «EXERCITU ILLLYRICUS» (Іллірійські війська) і «GENIUS EXERCITUS ILLYRICIANA ET PANNONIAE» (Геній іллірійських і паннонських військ).
Одночасно у 250 році готи, на чолі з королем Книвою здійснили вторгнення в Мезію та Фракію. Після просування вглиб провінції загони Книви були відкинуті Требоніаном Галлом, намісником Верхньої та Нижньої Паннонії. Готи повернули на південь, до Нікополя. Наприкінці весни 250 року карпи та даки зробили набіг на Мезію.
У розпал війни (в червні або липні 250 року) Децій поспішив вирушити з Риму, щоб приєднатися до армії. Перед від'їздом він призначив майбутнього імператора Валеріана на невідомий пост, пов'язаний з фінансами й внутрішніми справами держави. Прибувши на місце подій, Децій успішно повів військові дії та незабаром забезпечив стабільність в регіоні. Нікополь був звільнений, а карпи вибиті з провінції; на честь перемоги були викарбувані монети з легендами «Dacicus Maximus» (Великий переможець Дакії) і «Restitutor daciarum» (Відновлюча в Дакії). Крім того, імператор відновив військову дисципліну і заснував військові поселення в Паннонії та Мезії, а також наказав відремонтувати дороги в придунайських та причорноморських провінціях. На заході було придушене якесь повстання і здобута перемога над варварами. Відомо, що в цей час був завершений грандіозний проєкт відновлення доріг, мостів і прикордонних укріплень. Багато придорожніх каменів-вказівників зі провінцій Британія, Африка, Галатія, Палестина, Сирія, Паннонія свідчать про цю роботу.
Однак ситуація в імперії була надзвичайно напружена. Децій рушив проти чергового вторгнення племен карпів і готів, однак при необережному переслідуванні був розбитий військом супротивника, яке перегрупувалося — перший випадок в історії Риму, коли римський імператор загинув від варварів.
У 251 році відразу ж після цієї поразки Децій зібрав свої розпорошенці війська і, відновивши бойовий дух, відрізав готів, зайнятими протягом усього цього часу облогою Філіпполіса, всі шляхи до відступу. Ослаблене й обтяжене обозом військо готів з радістю б відкупилося від бою, але Децій не хотів про це чути, наполягаючи або на битві, або на здачі без жодних умов. Готи зважилися на бій. Тим часом Децій повернувся зі своєю реорганізованою армією, У супроводі його сина Гереннія Етруска і генерала Требонннія Галла, маючи намір перемогти завойовників і відновити здобич. Вирішальний бій, битва під Абрітусом, в якій готи воювали з відчаєм під командуванням Книви, відбувався протягом двох тижнів у червні 251 року в Лудогорі (регіон на північному сході Болгарії, який зливається з Добруджею), біля невеликого поселення Абрит. У першому ж натиску, стрілою в обличчя був убитий син Деція, Геренній. Йордан записав, що легіони готові були відступити, але Децій закликав їх до подальшого бою, вигукнувши «загибель одного воїна не грає для країни великої ролі!», і битва продовжилася.
Перші дві лінії були вже знищені, коли легіони на чолі із самим імператором наткнулися при переслідуванні на заховану в засідці третю лінію прикриту болотами. У цій вкрай незручній для легіонерів місцевості, після кривавої та довгої січі загинув або потонув сам імператор на п'ятдесятому році свого життя, а з ним і кращі з солдатів. Як розповідає історик Аврелій Віктор: "Децій, переслідуючи варварів через Дунай помер через зраду в Абриті після правління протягом двох років. Дуже багато повідомляють, що син пав у битві атакуючи занадто сміливо; батько, однак, посилено стверджував, що втрата одного солдата здавалось йому занадто малою для справи. І тому він відновив бій і загинув подібним чином, воюючи енергійно.Однак література стверджує, що Децій був зраджений його наступником, який був залучений до таємного союзу з готами, але це лише здогадка, хоча Требоній Галл був змушений прийняти молодшого сина Деція, як спільного імператора, хоч той був занадто молодий, щоб правити
Оскільки невдовзі після цього в Римі помер від «чуми Кипріяна», яка спустошувала тоді околиці міста, і молодший син Деція Гостіліан, влада залишилася в руках одного з воєначальників Деція, правителя Мезії Требоніана Галла, який підозрювався у зраді Деція під час битви з готами за те, що не ввів з іншого флангу вчасно свої війська на допомогу.
На думку сучасних дослідників, битва, в якій загинули Децій, його син Геренній Етруск та значна частина римського війська, відбулася на південь — південний захід від сучасного міста Разград (Болгарія), на підступах до с. Пороіште. Колись ця місцевість була сильно заболоченою; у середньовіччі болгари називали це урочище «Хіляда ізвора» («Тисяча потоків»). Малоймовірно, що зруйновані римські легіони проголосили імператора зрадником, який ніс відповідальність за втрату багатьох солдатів. Децій був першим римським імператором, який загинув у бою проти іноземного ворога. Після загибелі Деція, Требоніан Галл уклав ганебний мир з готами й поспішив повернутися до Риму. Цікава посмертна пам'ять Деція: його спочатку убожествили, потім зрадили прокляттям пам'яті, а після знову убожествили

## Зовнішність і особисті якості
Псевдо-Аврелій Віктор писав про Деція Траяна: «Він володів різноманітними знаннями й багатьма чеснотами, в мирних умовах був м'який і товариський, У військових справах — дуже енергійний». На відомому мармуровому бюсті з Капітолійських музеїв в Римі Децій зображений в стані невпевненості та тривоги, немов він стурбований обставинами, що складалися в Римській імперії під час його правління..Скульптор підкреслив зморшки та складки на обличчі, глибоко посадженні очі, сумно дивляться вперед і старечий рот.

## Наслідки правління
Правління Деція Траяна було відносно недовгим — воно тривало близько двох років (за повідомленням Хронографа 354 року-1 рік,11 місяців і 18 днів). Після сходження на престол метою імператора стало відродження колишньої могутності Римської держави, а також повернення до старовинних традицій. Отримавши владу, Децій почав впровадження програми, спрямованої на відновлення слави
Риму.
У релігійній політиці Децій проводив курс на повернення до старого «божого світу» до звичайного принесення жертв богам; офіційною ідеологією його правління було слідування традиціям великих римських імператорів. Відновлення цензури, на його думку, забезпечило б зв'язок між імператором, сенатом і народом, однак ці спроби закінчилися крахом через їхню невідповідність потребам швидко мінливої держави. На думку історика Ю. Б. Циркіна всі починання імператора «виявилися настільки ж утопічними, як і спроба сенату у 238 році повернути собі майже повну владу».У античних істориків думки про Деція поділяються: християнські автори ставляться негативно, а язичники підтримують діяння. Йому судилося прийняти правління імперією у важкий для Риму період, але навіть за короткий термін свого правління Децій показав себе діяльним і енергійним імператором. Водночас на думку християнських істориків його політика завдала шкоди країні, проте подібні розглядається досить неупереджено.

## Родовід
- Децій, римський імператор у 249—251 рр.
  -  Геренній, римський імператор у 251 р.
  -  Гостіліан, римський імператор у 251 р.